# Преднамеренное убийство (фильм, 1995)
«Преднамеренное убийство» (серб. Убиство с предумишљајем, Ubistvo s predumišljajem) — сербский художественный фильм 1995 года, снятый режиссёром Горчином Стояновичем по одноименному роману Слободана Селенича.

## Сюжет
В основе сюжета лежат две любовные линии, которые разворачиваются в двух временных измерениях — в 1992 году, во время гражданской войны, последовавшей за распадом Югославии, и в освобожденном Белграде конца Второй мировой войны. Молодая сербка Елена Панич, или Булика (Бранка Катич) узнает из дневника своей бабушки Елены Любосавлевич (Ана Софренович), первой красавицы Белграда, приемной дочери богатого в довоенное время промышленника, о её непростых отношениях с партизанским командиром из провинции Крсманом Якшичем (Сергей Трифунович) и сводным братом Йованом (Драган Мичанович). Булика решает написать книгу о любовной жизни своей бабушки. В этом ей помогает случайный знакомый Богдан Билогорац (Небойша Глоговац), молодой раненый солдат, который с нетерпением ждет возвращения на фронт. Для Булики дневник бабушки — не просто рассказ о жизни красавицы Елены Любосавлевич в послевоенном Белграде, но и способ узнать, кто был её дедом — простой красивый парень партизанский командир Крсман или изнеженный и аристократичный Йован.

## В ролях
- Сергей Трифунович[серб.] — Крсман Якшич
- Бранка Катич — Елена Панич («Булика»)
- Драган Мичанович[серб.] — Йован
- Небойша Глоговац[серб.] — Богдан Билогорац
- Ана Софренович[серб.] — Елена Любосавлевич
- Нада Блам[серб.] — медсестра
- Предраг Эйдус — доктор Цветкович
- Раде Маркович — доктор Бранко Коёвич, Вейвода
- Деян Матич[серб.] — лидер студенческого движения
- Любиша Самарджич — Видослав
- Данило Стойкович — Ставра Аранджелович
- Алёша Вучкович[серб.] — русский полковник

## Съёмочная группа
- Продюсеры: Любиша Самарджич, Драган Самарджич (исполнительный продюсер)
- Режиссёр: Горчин Стоянович[серб.]
- Автор сценария: Слободан Селенич, по его же одноимённому роману (умер вскоре после завершения сценария)[1]
- Композитор: Зоран Эрич[серб.]
- Сценограф: Владислав Лашич
- Художник по костюмам: Борис Чакширан
- Оператор: Радослав Владич[уточнить]
- Монтажёр: Петар Маркович[англ.]

## Оценка фильма киноведами и культурологами
Литературная основа фильма, роман Слободана Селенича «Преднамеренное убийство» стал одним из первых больших произведений, посвященных военным событиям 1990-х годов в Югославии и пользовался значительной популярность, отмеченной национальной литературной премией 1994 и 1995 годов. Снятый близко к первоисточнику фильм стал одном из хитов сербского, особенно Белградского кинопроката конца 1995 — начала 1996 годов и также был положительно оценен критикой. Критик журнала Variety Дебора Янг назвала фильм в 1996 году самой поразительной лентой нового сербского кино.
Специалист по культурной антропологии Марко Живкович рассматривает «современный слой» фильма как «внутрисербский» пример эффекта «Пигмалиона наоборот». Сходную позицию занимает религиовед и культуролог Милья Радович, рассматривающая его на примере наивного сербского национализма Богдана Билогораца — жителя Сербской Краины (непризнанного сербского государства на территории Хорватии), сражавшегося за «небесный сербский православный народ» и не решающегося усомниться в своих убеждениях, но в общении с Буликой в Белграде начинающего осознавать,
что при всём своём патриотизме всегда останется для Сербии иностранцем, а война не в последнюю очередь держится не на борьбе за правое дело, а на действиях получающих от этого выгоду.

### Фестивальные показы, номинации и награды
(по косвенно подтверждённым данным — пока без подтверждения официальными сайтами фестивалей, за исключением «Берлинале»)
- 1996 — Вторая премия/номинация в категории «лучший фильм» кинофестиваля Cinema Jove[исп.][8]
- 1996 — Специальные призы жюри фестиваля «Кинотавр» режиссёру фильма и актрисе Бранке Катич[8][9][10]

Кроме того, фильм был показан вне основного конкурса (в разделе «Панорама») 46-го Берлинского кинофестиваля.